# كتلبة جميلة
كتلبة جميلة (الاسم العلمي:Catalpa speciosa) هي نوع من النباتات تتبع جنس الكتلبة من الفصيلة البنيونية.

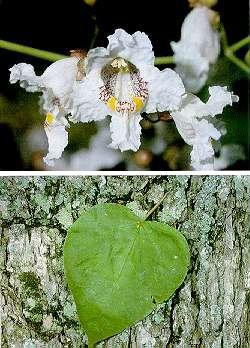
Flowers, leaf and bark
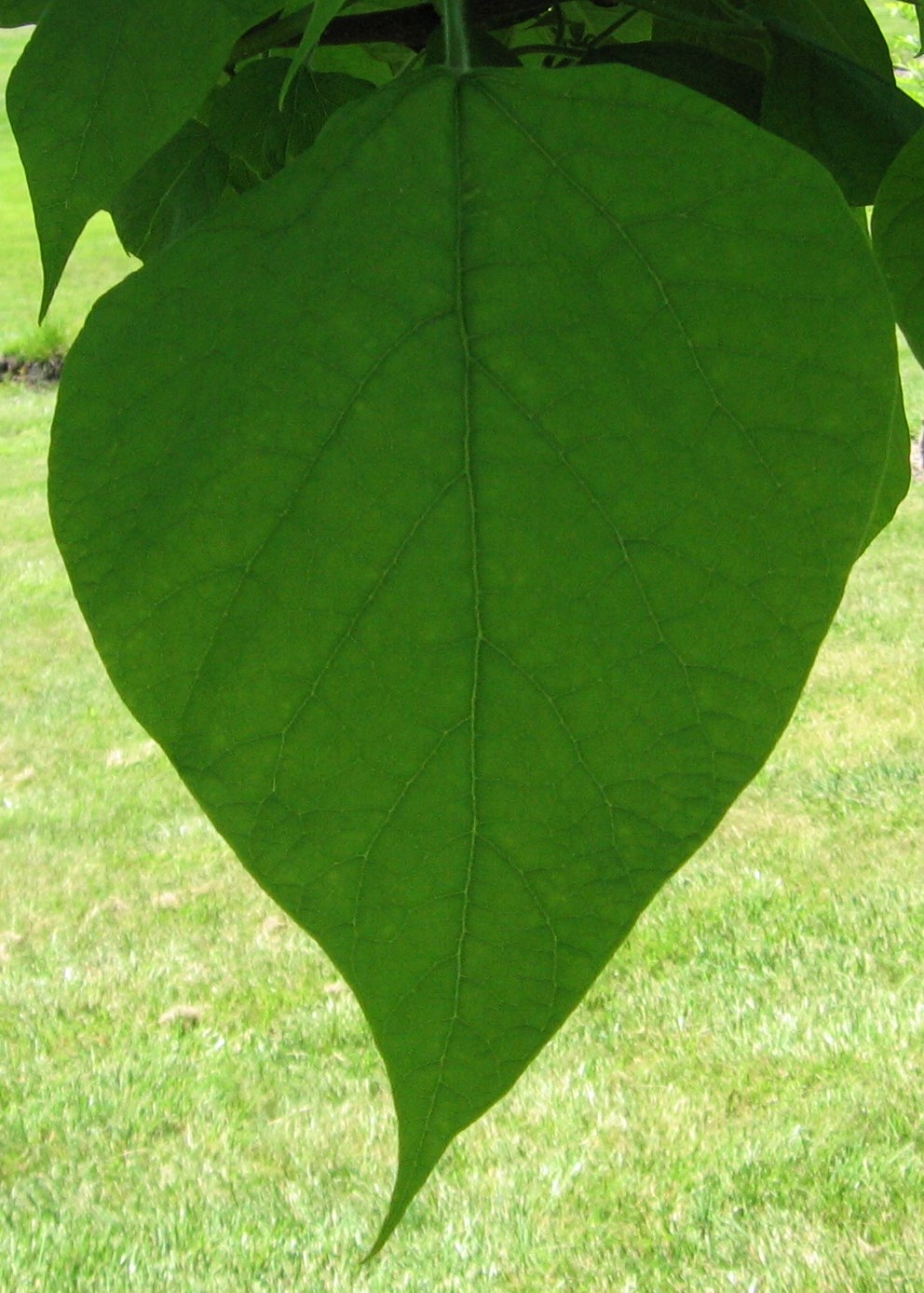
Closeup of a leaf
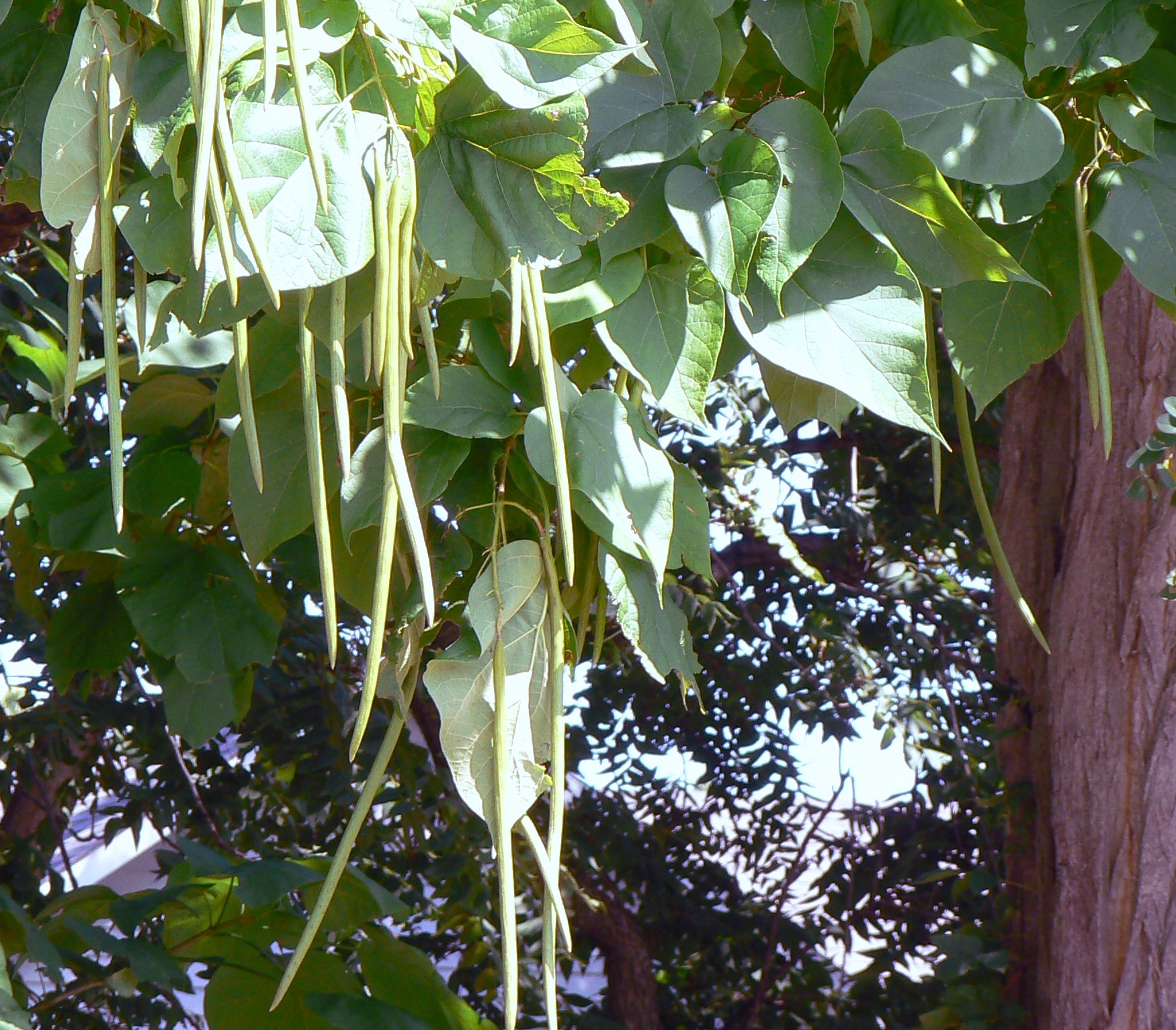
Beanpods and leaf details of the northern catalpa
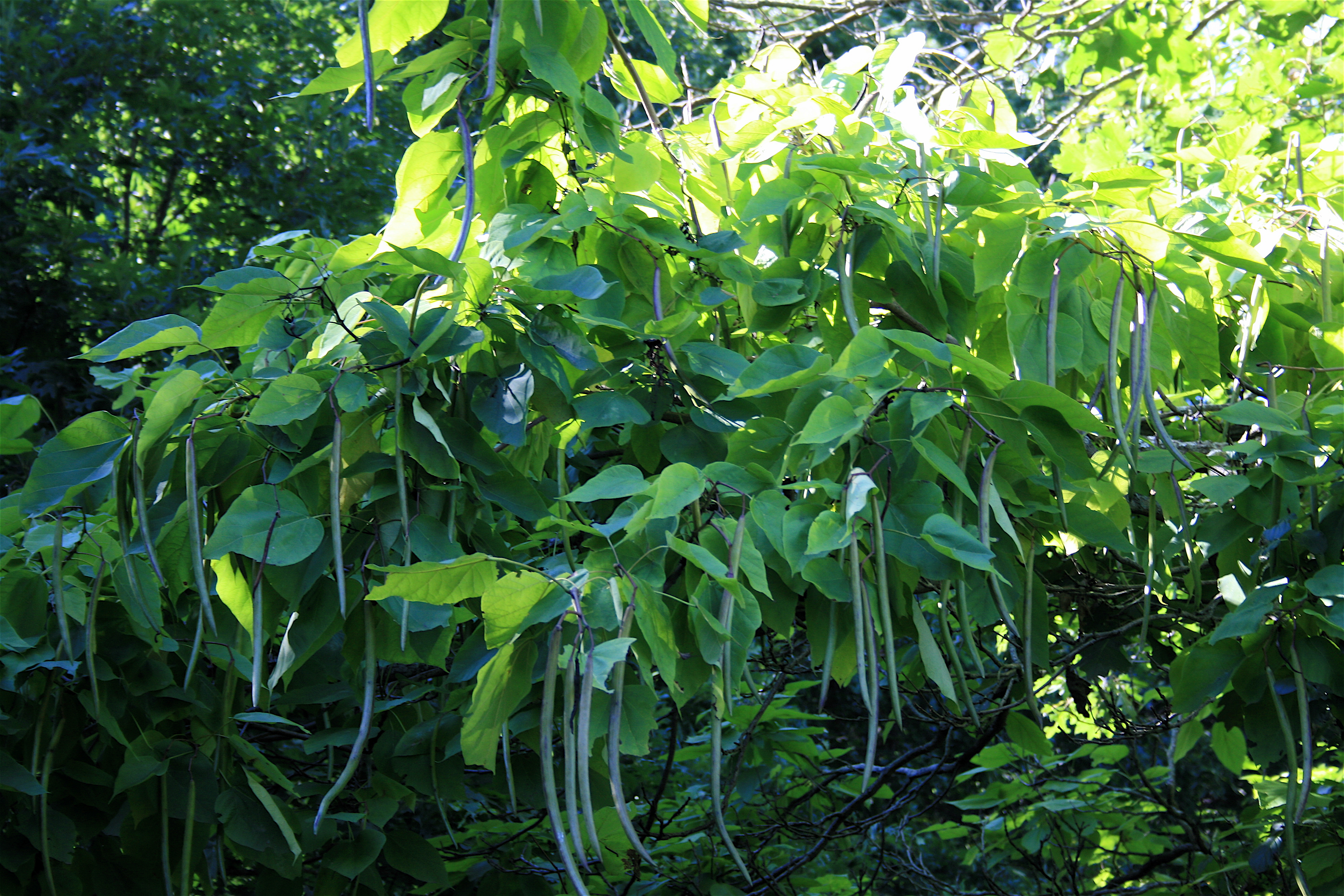
Beans and leaves
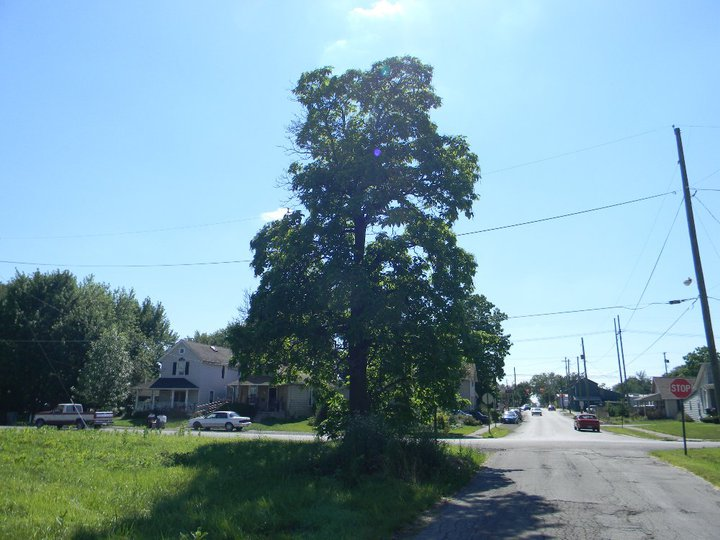
Northern catalpa in Ohio
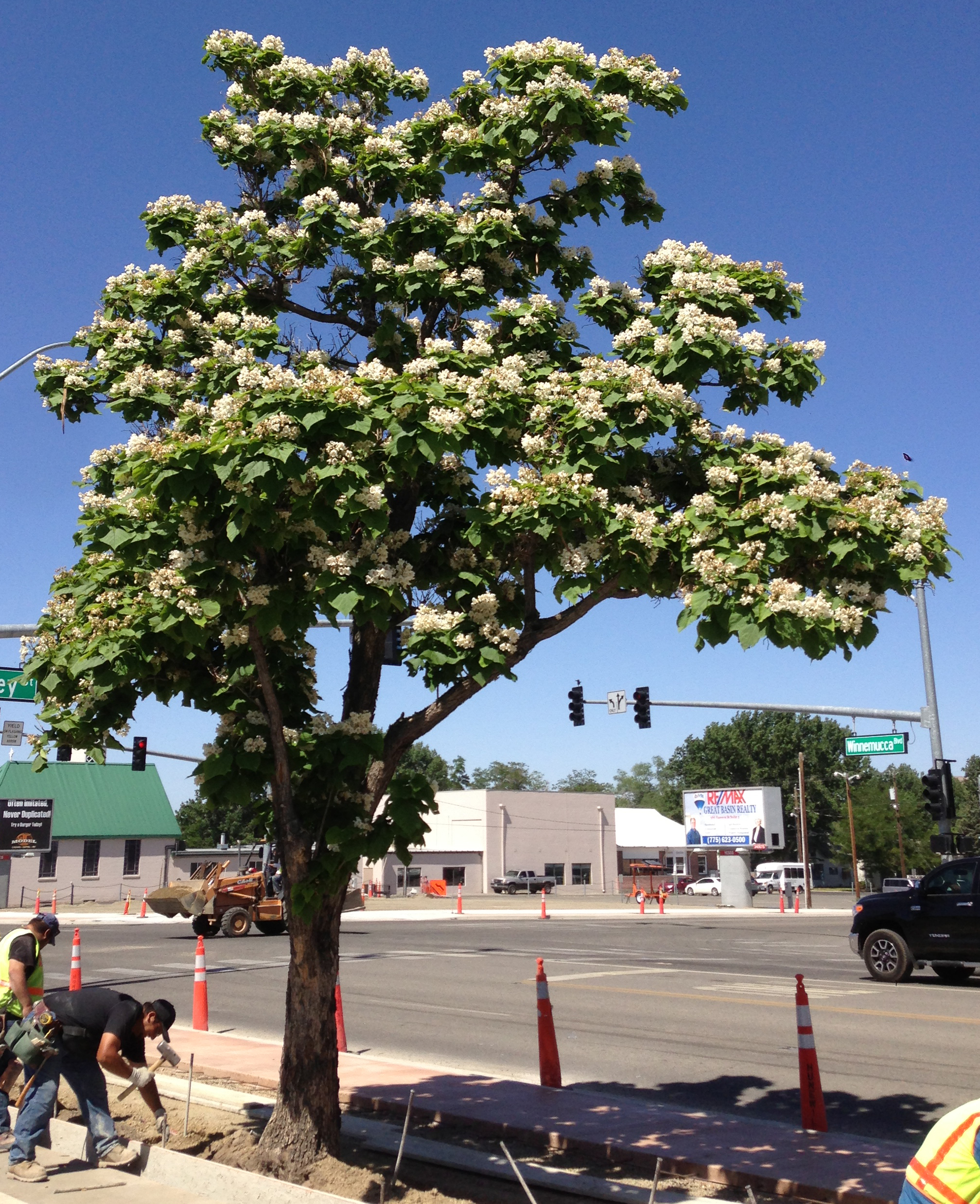
Tree in flower in وينيموكا (نيفادا)
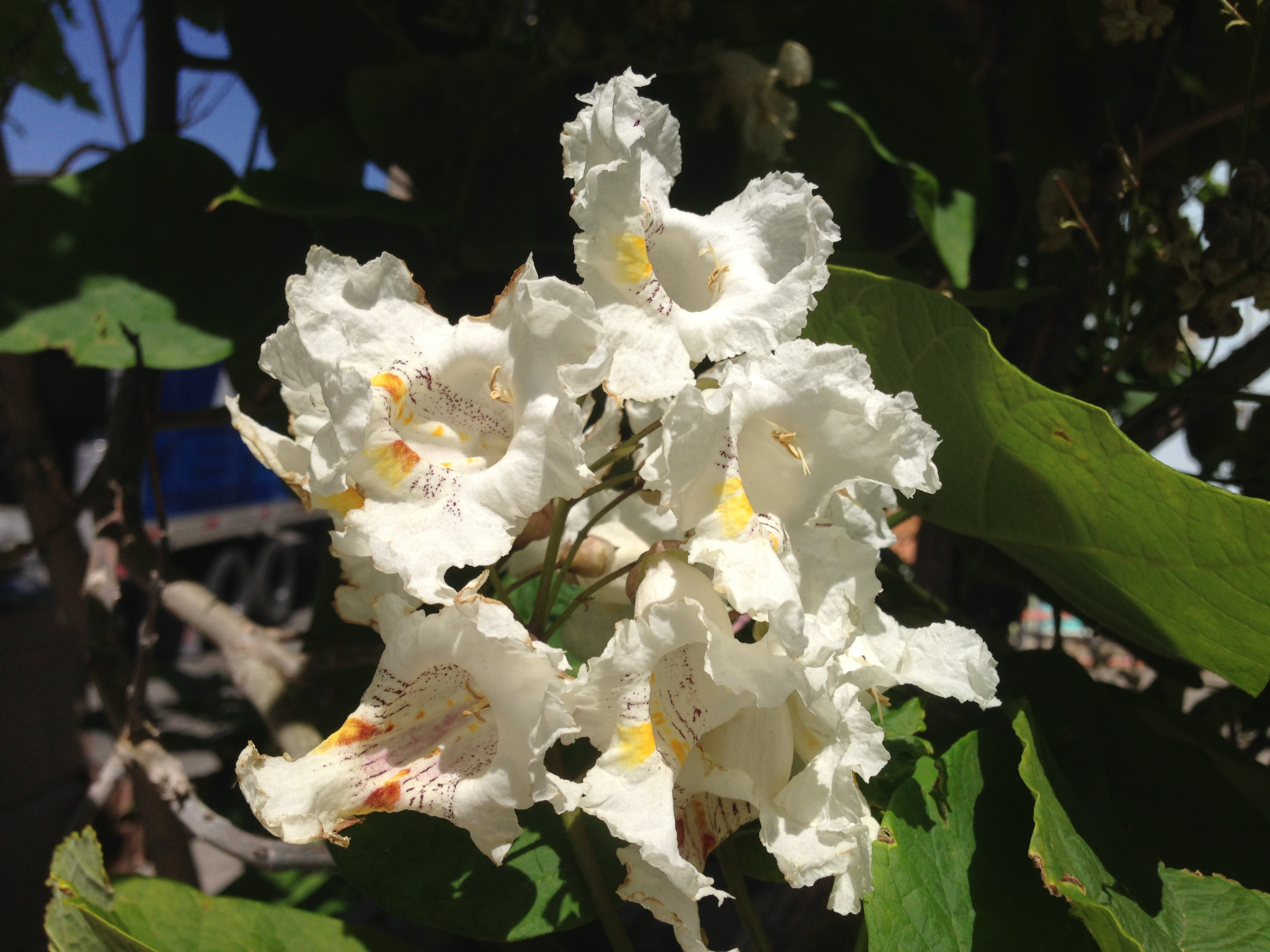
Flowers in Winnemucca, Nevada